# Solna strand (tunnelbanestation)
Solna strand, Vreten till och med 2014, är en station inom Stockholms tunnelbana. Den betjänar kontorsområdet Solna strand och är belägen i stadsdelen Huvudsta inom Solna kommun och trafikeras av den blå linjen, T-bana 3. Stationen ligger mellan stationerna Huvudsta och Sundbybergs centrum och invigdes den 19 augusti 1985. Avståndet från blå linjens ändstation Kungsträdgården i Stockholm är 6,2 km. Stationen ligger i bergrum 28 meter under marken under Vretenvägen. Biljetthallen ligger i den norra änden med entré från Korta gatan. Stationen är konstnärligt utsmyckad av Takashi Naraha: Himmelen av kub (1985). Konstverket består av en svart kub vid entrén och blåa kuber med moln i den råa putsade bergväggen vid perrongen. Det symboliserar hur himlen tagits ner till perrongen och den svarta tunneln lyfts upp i ljuset.
Till följd av att Solna strand är ett utpräglat arbetsplatsområde utan nattbefolkning trafikerades stationen tidigare inte nätter och sena kvällar efter cirka 22.30, och på lördagar, söndagar och helger endast mellan cirka 8.30 och 17.10. Detta ändrades i och med vintertidtabellen 2011 och sedan 22 augusti 2011 stannar all trafik på stationen.

## Namnbytet
Området exploaterades på 1960-talet med namnet Vretens industriområde, efter ett torp som tidigare låg på platsen, vilket gav namnet på tunnelbanestationen. Fastighetsägarna i Vretens industriområde och kommunen bytte namn på området till Solna strand i början av 2000-talet. Bland annat tyckte de att namnbytet bättre reflekterade att verksamheten förändrats från industri till kontor och boende. De ville då också byta namn stationsnamnet Vreten, eftersom det inte längre var områdets namn, och Storstockholms lokaltrafik menade att Vreten visserligen var ett inarbetat namn men ändå tänkbart. Ytterligare en förutsättning för ett sådant namnbyte är att intressenterna betalar kostnaden i uppdaterat informationsmaterial och skyltning. Flera fastighetsägare framförde i september 2013 ett gemensamt önskemål om att byta namn även på stationen. I november 2013 beslutade Trafikförvaltningen i Stockholms läns landsting att stationen skulle byta namn till Solna strand, och det var fastighetsägarna som stod för kostnaderna för namnbytet. I slutet av juli 2014 meddelade SL att stationens namnbyte hade gått igenom. Officiellt skedde namnbytet den 18 augusti 2014.

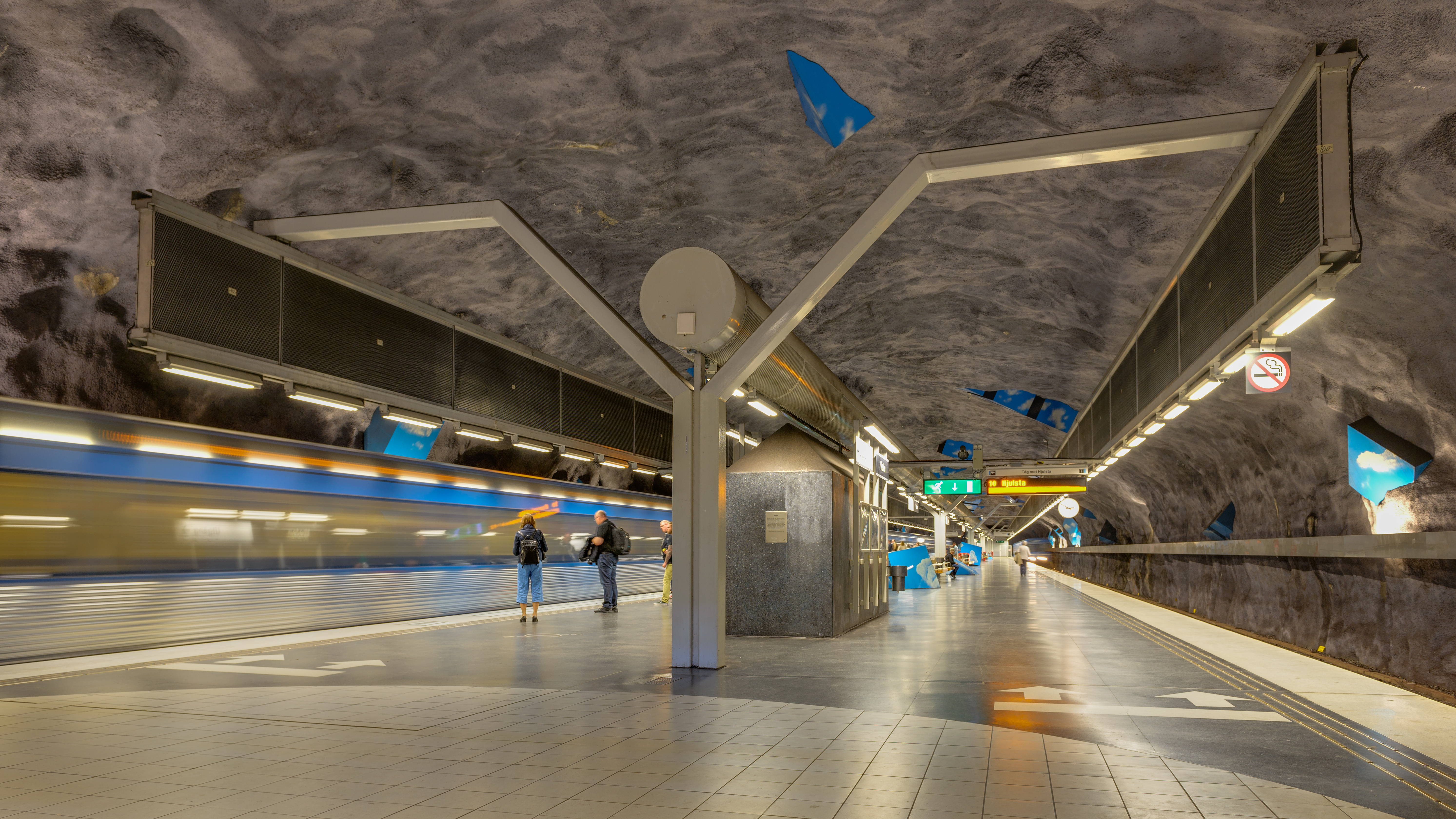
Perrongen.
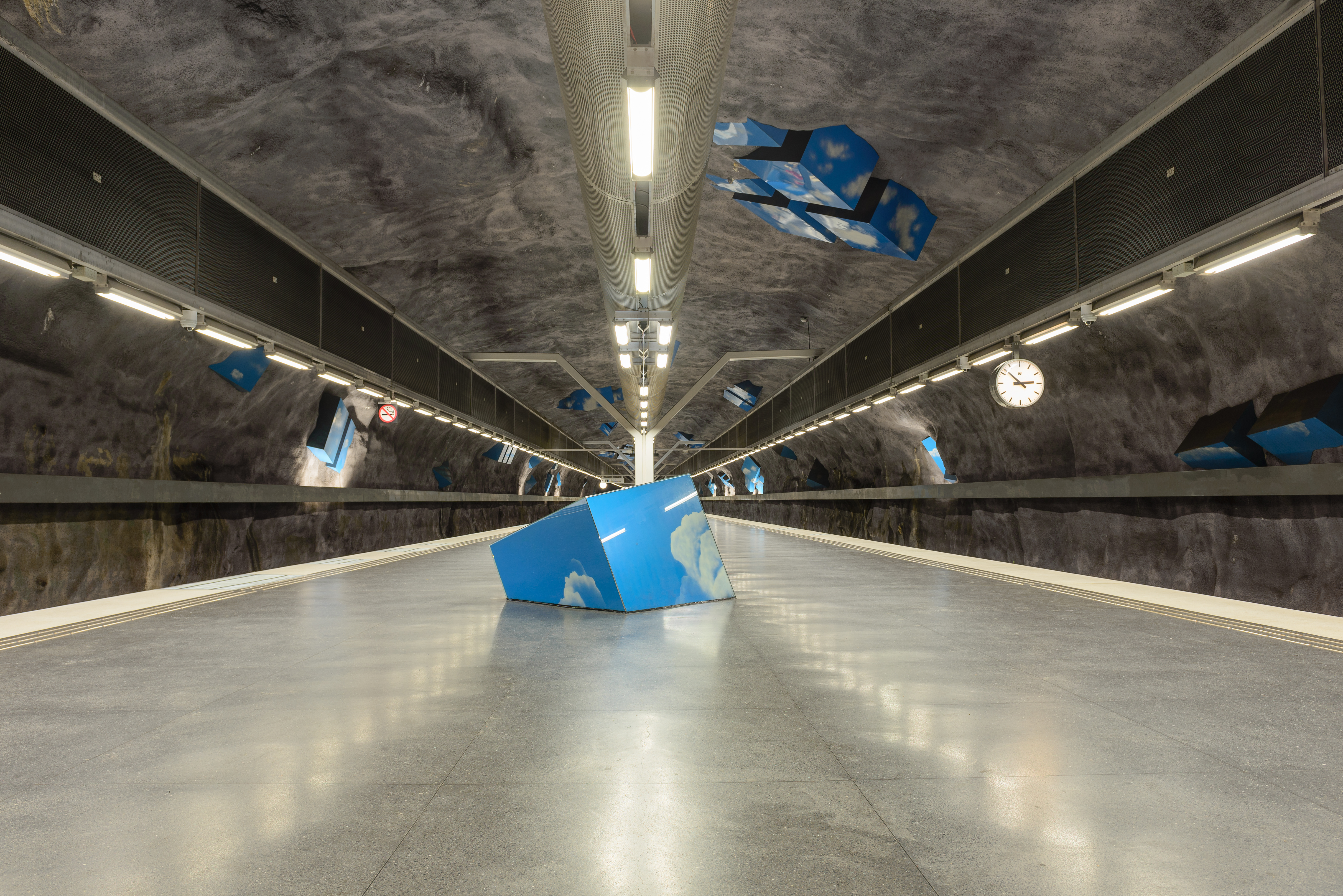
Perrongen.
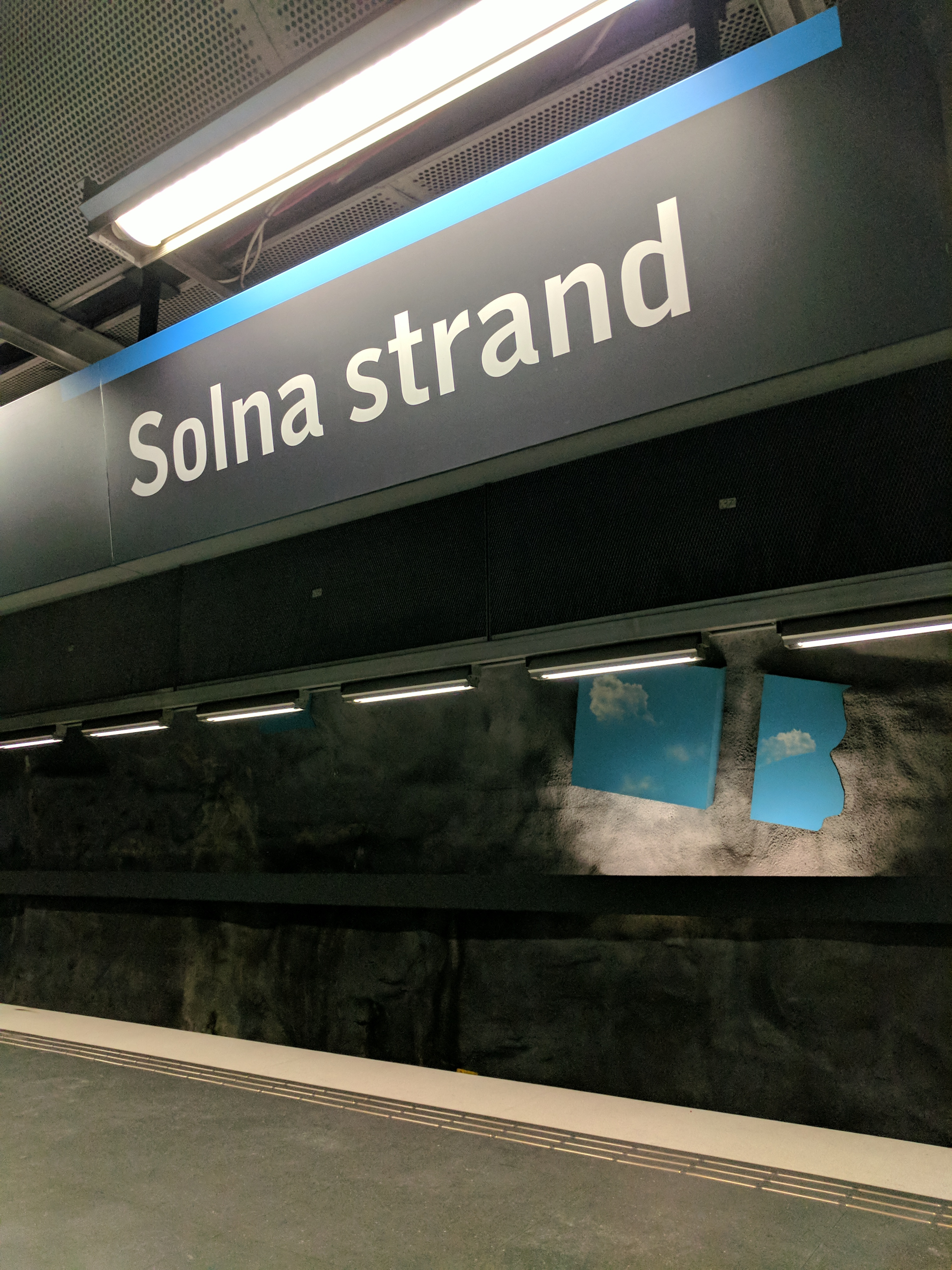
Stationsskylt.
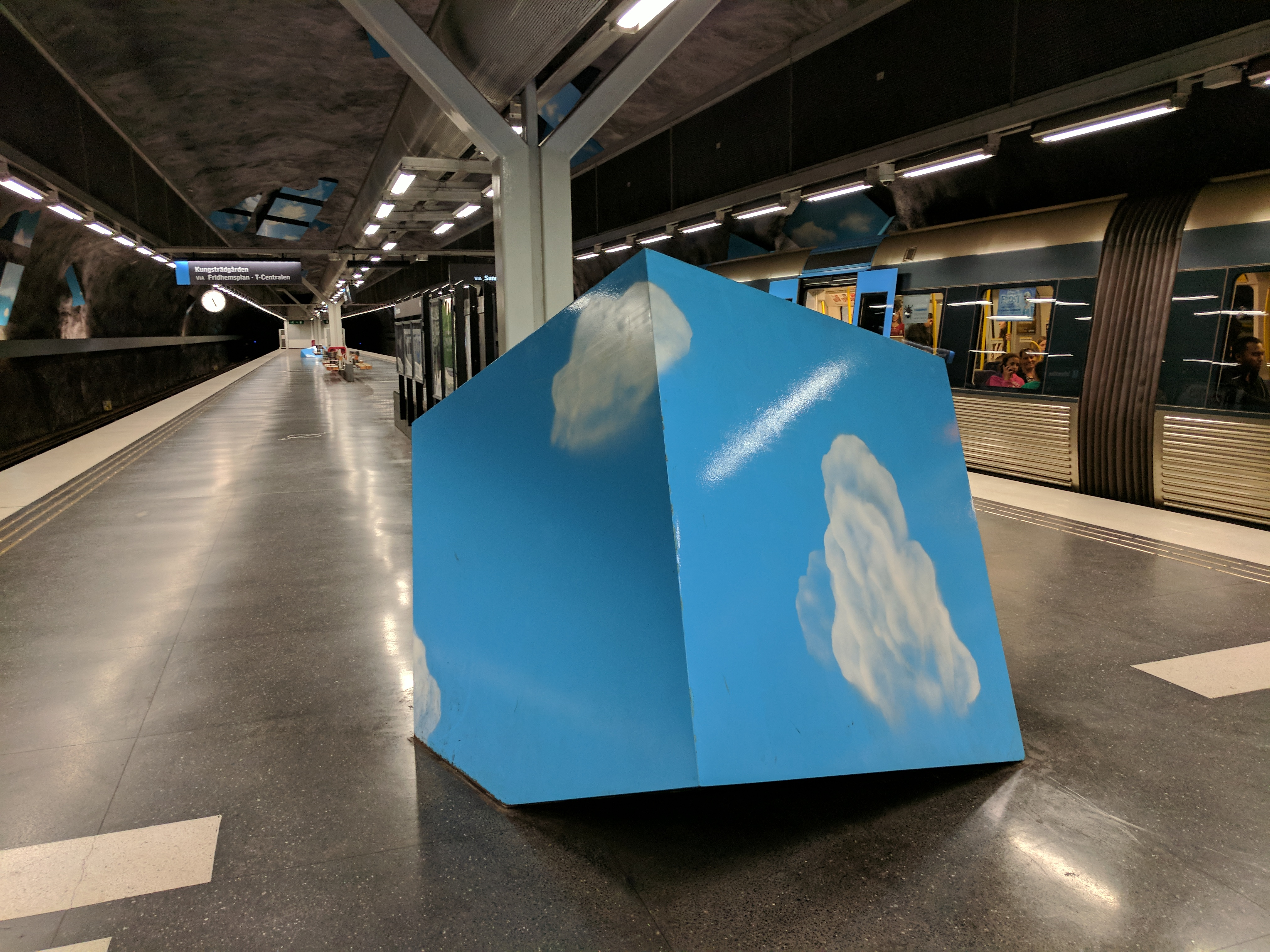
Konstnärlig utsmyckning på perrongen.